# 通州南門
39°54′06″N 116°39′47″E / 39.90161803340149°N 116.66307297324799°E

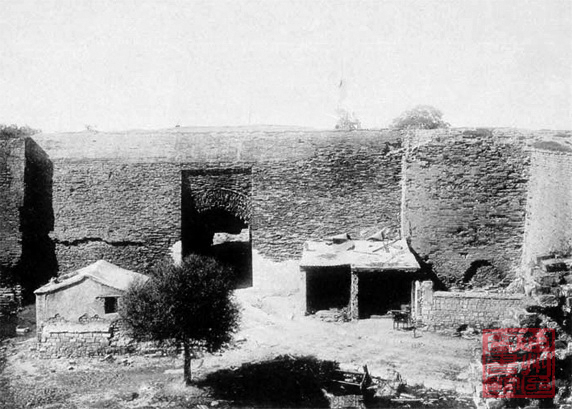
通州舊城南門

通州南门是明清通州旧城的南门，及其瓮城位于南大街与南关大街交界处，现已拆除。城门题为迎薰。
通州南门外有通州下闸，曾是木坝，乾隆五十四年（1789年）九月十五日，乾隆皇帝下令“若照旧仍修木坝，恐难经久，应一律改修石坝。”
1900年8月9日凌晨，八国联军中的日军到达了通州南门。凌晨3点20分，日军工兵第三中队使用黄色火药二十千克将紧闭的古城门炸倒（日军记录到，有两道门，其中第一门厚四米多，里面用沙袋覆盖），开始抢劫通州城中财物。日军占领了大運中倉和大運西倉，抢走了全部仓粮和藏在仓场衙门地下室的185万两白银，烧毁仓场衙门、通粮厅、大运西仓等漕运官署和设施。日军抢完后，俄军8时才到达通州，继续抢夺日军没抢完的价值较低的财务。通州城中死者六成，逃者三成，只剩一成老弱病残。

## 周边
- 開平王常遇春祠：在南門內东侧，是明太祖時命令修建，燕山侯的后代们举行祭祀。每年春秋上旬的丁日，官吏前往祭祀。现不存。鄭國公祠碑上写着「公下通州，嚴戢士卒，民不知有兵，愛公如父母。公薨，喪過通，罷市迎哭，共醵財立廟。」野史说常將軍剽銳嗜殺，所到之处縱士卒殺掠，导致有一段时间兵力特别强，独霸北方。因为知道天下将要太平了，行事的作风与以前大大不同了[8]。

|  | 通州 新城 北門 南門 新城南門 西門 東門 北極閣 文昌閣 敵樓 舊敵樓 鼓樓 文殊塔 南溪閘 減水閘 通流閘 新城大街 西大街 北大街 东大街 南关大街 南大街 西顺城街 天成巷 帥府街 東關大街 十字街 大、小紅牌樓胡同 新街下坡胡同 新街口 西倉 南倉 中倉 馬家胡同 熊家胡同 四眼井胡同 史家胡同 白將胡同 大条胡同 二条 三条胡同 小燒酒胡同 半截胡同 大燒酒胡同 中倉胡同 倉溝 史家胡同 石板胡同 如意胡同 蔡家胡同 教子胡同 東塔胡同 前剪子巷 后剪子巷 豆腐巷 八里橋 通利橋 哈叭橋 善人橋 臥虎橋 吾党橋 東水關 南水關 東海 西海 葫蘆頭 石壩 土壩 北運河 通州衛 理事廳 倉場署 刑錢府 江蘇局 浙江局 貢院 後營 東營房 西營房胡同 定邊衛 北後街 南街 黃亭 聖教寺 慈航寺 靜安寺 觀昌寺 文廟 武聖廟 大關廟 龍王觀 三官廟 萬壽宫 碧霞宫 射園 北果市 牛市口 魚市 糧食市 江米店 東柵欄口 西柵欄口 玉带河 |
|  | 光緒《通州志》中的“城池圖” |